# Vallåkra
Vallåkra är en tätort i Helsingborgs kommun i Skåne län, belägen vid Rååns dalgång sydost om Helsingborg.

## Historia
De goda möjligheterna för jakt, fiske och transport i Rååns dalgång har varit en tongivande faktor för bosättningar i trakten. Markerna i dalen var ofta översilade, vilket gav goda förutsättningar för bete och slåtterängar, som i sin tur utgjort grunden för den första bofasta jordbruksbefolkningen. Den naturliga befästningen i Borgen tros ha bearbetats genom uppförandet av jordvallen i söder några hundra år före 1000-talet som skydd för traktens befolkning.
Ortnamnets förled, "vall-", betyder här troligen "slät mark" eller "fält", medan efterleden "-åkra" är plural av ordet åker. Namnet kan därmed sägas betyda "åkrarna på fältet". Namnet återfinns 1348 som Walaker, 1376 som Valagra, 1536 som Walagger och 1569 som Vallagre.
Ursprungligen beståd Vallåkra av två byar, Norra Vallåkra, belägen i Fjärestads socken, och Södra Vallåkra, i Kvistofta socken. Gränsen mellan de båda utgjordes av Råån. Området dominerades av ett fullåkerslandskap, med inslag av skog i anknytning till Rååns dalgång. Ån var en viktig kraftkälla för befolkningen och en vattenmölla i anknytning till orten omnämns i danska skrifter från 1574 och 1629. Genom socknarna gick flera betydelsefulla vägar, bland annat vägen mellan Landskrona och Helsingborg, som korsade Råån vid Vallåkra. Först utgjordes korsningen av ett vadställe, men detta ersattes senare av en träbro. I anknytning till vägarna uppstod skjutsstationer och gästgiverier. Den skjutsstation från 1700-talets slut som var belägen i Södra Vallåkra finns bevarad vid korsningen mellan Mörarpsvägen och vägen till Kvistofta. Byn bestod vid denna tid av sex gårdar, av vilka alla var frälsehemman. Norra Vallåkra bestod av ett fåtal gårdar norr om Råån.
På 1700-talet påbörjades brytning av stenkol i Norra Vallåkra, i anknytning till Borgen. Dock var inte stenkolflötserna så stora och brytningen pågick endast mellan 1738 och 1753. Däremot noterades den av Carl von Linné under sin Skånska resa 1749. År 1809 infördes enskiftet i de två byarna och gårdarna i Södra Vallåkra splittrades. I samband med utdikning av våtmarkerna för att få mer åkermark ändrades förhållandena för vattenmöllorna och dessa ersattes därför av vindmöllor. Intresset för stenkol vaknade åter på 1860-talet då Wallåkra stenkolsaktiebolag bildades. Verksamheten lades dock ner redan 1867. För att ta vara på den stora mängd lera som följde med som biprodukt grundade man 1864 Wallåkra Lerkärlsfabrik, belägen vid Hålabäcken i botten av bäckravinen. Senare bytte man namn till Wallåkra Stenkärlsfabrik. Brytningen av lera fortsatte fram till 1970-talet.
När järnvägen mellan Helsingborg och Billeberga anlades 1865 drog man spåret längs Rååns dalgång för att i största mån undvika nivåskillnader längs sträckningen. Spåret drogs därför förbi Vallåkra, som även fick en station, trots att närliggande Kvistofta var avsevärt större. Anläggningen av järnvägen betydde att orten utvecklades till ett modernt stationssamhälle. Den gamla träbron ersattes 1890 av en ny stenvalvsbro i två spann. Med järnvägen följde även flera nya verksamheter och 1909 fanns en kvarn, ett mejeri, en ostfabrik, tegelbruk, bagare, gästgivare, med mera. På 1930-talet hade den gamla sågverkstaden Grönadal omvandlats till en nöjesplats med både inomhus- och utomhusscen. År 1952 genomfördes en sammanslagning av kommunerna Bårslöv, Fjärestad, Kvistofta och Ottarp till en storkommun med Vallåkra som huvudort, då orten vid denna tid var den största. Vallåkra kommun uppgick 1971 i Helsingborgs kommun.

### Befolkningsutveckling
| Befolkningsutvecklingen i Vallåkra 1960–2020                                                       | Befolkningsutvecklingen i Vallåkra 1960–2020 | Befolkningsutvecklingen i Vallåkra 1960–2020 | Befolkningsutvecklingen i Vallåkra 1960–2020 | Befolkningsutvecklingen i Vallåkra 1960–2020 |
| -------------------------------------------------------------------------------------------------- | -------------------------------------------- | -------------------------------------------- | -------------------------------------------- | -------------------------------------------- |
| |                                              |                                              |                                              |                                              |
| År                                                                                                 |                                              |                                              | Folkmängd                                    | Areal (ha)                                   |
| 1960                                                                                               | 1960                                         |                                              | 353                                          |                                              |
| 1965                                                                                               | 1965                                         |                                              | 448                                          |                                              |
| 1970                                                                                               | 1970                                         |                                              | 377                                          |                                              |
| 1975                                                                                               | 1975                                         |                                              | 418                                          |                                              |
| 1980                                                                                               | 1980                                         |                                              | 590                                          |                                              |
| 1990                                                                                               | 1990                                         |                                              | 643                                          | 59                                           |
| 1995                                                                                               | 1995                                         |                                              | 629                                          | 59                                           |
| 2000                                                                                               | 2000                                         |                                              | 592                                          | 59                                           |
| 2005                                                                                               | 2005                                         |                                              | 594                                          | 59                                           |
| 2010                                                                                               | 2010                                         |                                              | 642                                          | 59                                           |
| 2015                                                                                               | 2015                                         |                                              | 800                                          | 127                                          |
| 2018                                                                                               | 2018                                         |                                              | 862                                          | 135                                          |
| 2020                                                                                               | 2020                                         |                                              | 787                                          | 127                                          |
| Anm.: sammanvuxen 2015 med småorterna Norra Vallåkra och Kvistofta där 2020 Norra Vallåkra utbröts |                                              |                                              |                                              |                                              |

## Samhället
Sedan år 2000 har orten en hållplats för Pågatågen mellan Helsingborg och Malmö.

## Natur
Vallåkras omgivningar domineras av Rååns dramatiska dalgång, som längs långa sträckor skär sig ner 25–30 meter i den omgivande jordbruksmarken. Två bäckar rinner ut i Råån vid Vallåkra, Fjärestadsbäcken i norr och Härslövsån eller Hålabäcken i söder, vilka båda har skurit ner djupa ravindalar. Rååns dalgång är skyddad som naturreservat av Helsingborgs kommun och längs sluttningarna ner till ån växer naturskog bestående av ask, alm, ek och bok. Berggrunden består av en blandning av sandsten och lerskiffer med inslag av stenkolflötsar, som bildats under rätliastiden för ungefär 200 miljoner år sedan. Ovanpå berggrunden ligger ett jordlager av så kallad baltisk nordvästmorän, en kalk- och lerrik jordmån, som även är mycket näringsrik. Åkermarken klassas mellan 7 och 9 (klassning efter produktionsförmåga, klass 10 är bäst).
Vid Vallåkra kan man även finna en av Nordeuropas få rika fyndplatser med dinosauriespår. Fotspåren hittades 1970, då personal från Höganäsbolaget bröt lera för användning till keramiska föremål och då träffade på ett skikt med dinosauriespår. Spåren kommer från en hjord rovdinosaurier och mäter upp till 30 cm i längd.

### Vallåkra fornborg
Vid Fjärestadsbäckens möte med Råån har en triangelformad platå bildats med sidorna 80 och 65 meter, där två av sidorna består av djupa raviner. Topografin lämpar sig utmärkt för en naturlig befästning, vilket utnyttjades av traktens befolkning under järnåldern. Som försvar mot landsidan har invånarna uppfört en 85 meter lång och 4 meter hög vall, som återfinns än idag. Som en del av naturreservatet i Rååns dalgång omges "Borgen", som området även kallas, av ädellövskog med en rik flora och fauna. Där växer bokar och fridlysta och sällsynta blåsippor blommar vårtid. Området genomkorsas även av ett vandringsstråk.

## Evenemang
På Enoch Thulins flygfält utanför den lilla orten anordnas årligen i slutet av augusti Nordens största träff, Vallåkraträffen, för stylade, ombyggda och helrenoverade bilar. Det kommer varje år ungefär 20 000 besökare från hela Norden och Nordeuropa. Ett annat resmål på orten är den gamla bevarade Wallåkra stenkärlsfabrik från 1864, där man framställer saltglaserat stengods efter traditionella metoder.